# Macropsis tithonia
Macropsis tithonia är en insektsart som beskrevs av Rauno E. Linnavuori 1978. Macropsis tithonia ingår i släktet Macropsis, och familjen dvärgstritar. Inga underarter finns listade.